# Tom Dollar
Tom Dollar è un film del 1967, diretto da Marcello Ciorciolini con lo pseudonimo di Frank Red.